# Uniwersytet Federalny w Rio de Janeiro
Uniwersytet Federalny w Rio de Janeiro, Universidade Federal do Rio de Janeiro (UFRJ, Universidade do Brasil) – brazylijska uczelnia wyższa z siedzibą w Rio de Janeiro.
Uniwersytet powstał w 1920 jako Universidade do Rio de Janeiro, a w 1934 został przemianowany na Universidade do Brasil. W wyniku zamachu stanu w 1964 i przejęciu władzy przez wojsko, rok później nazwę zmieniono na Universidade Federal de Rio de Janeiro, co było próbą obniżenia renomy uczelni ze strony dyktatury. W 2000 sąd federalny pozytywnie rozpatrzył wniosek złożony przez władze uczelni o przywrócenie nazwy Universidade do Brasil, co ogłosił jej rektor José Henrique Vilhena podczas uroczystości obchodów 80. rocznicy powstania placówki. 
Uniwersytet jest jednym z najbardziej prestiżowych w kraju. Podlegają pod niego 43 biblioteki, 7 muzeów i 3 szpitale. W 2016 liczba studentów wynosiła 53 377. W 2017 uniwersytet uplasował się na 4. pozycji w rankingu uczelni akademickich w Ameryce Łacińskiej.